# 839
839 (DCCCXXXIX) a fost un an obișnuit al calendarului roman.

## Nașteri
- Carol III, împărat al Sfântului Imperiu Roman (d. 888)

## Decese
- dată necunoscută: Sicard de Benevento principe longobard (n. ?)